# Africa International Film Festival
El Africa International Film Festival (AFRIFF) es un festival de cine anual celebrado en Nigeria y fundado en 2010 por Chioma Ude. El evento generalmente se extiende a lo largo de una semana e incluye premios y clases de formación cinematográfica. Keith Shiri, el creador y director de la fundación Africa at the Pictures, es el director artístico del festival.

## Festivales

### 2010
En 2010 el festival se celebró en la ciudad de Port Harcourt entre el 1 y el 5 de diciembre.
Ganadores
| Premio                 | Ganador                                           |
| ---------------------- | ------------------------------------------------- |
| Premio de la audiencia | Working Girl de Nigel Trellis (Antigua y Barbuda) |
| Mejor animación        | URS de Montz Mayerhofer (Alemania)                |
| Mejor cortometraje     | Pumzi de Wanuri Kahiu (Kenia)                     |
| Mejor documental       | Stolen de Daniel FallShaw (Australia)             |
| Mejor largometraje     | Soul Boy de Hawa Essuman (Kenia)                  |

### 2011
La edición de 2011 se celebró entre el 30 de noviembre y el 3 de diciembre en la capital Lagos.
Ganadores
| Premio                 | Ganador                                               |
| ---------------------- | ----------------------------------------------------- |
| Mejor animación        | Le Parrain de lazare sie Pale (Burkina Faso)          |
| Premio de la audiencia | The Education of Auma Obama de Branwen Okpako (Kenia) |
| Mejor cortometraje     | Blissi N'Diaye de Nicolas Sawaco (Francia)            |
| Mejor documental       | The Unbroken Spirit                                   |
| Mejor largometraje     | Aramotu de Niji Akanni (Nigeria)                      |

### 2013
Esta edición se llevó a cabo entre el 10 y el 17 de noviembre de 2013 en el Estado de Cross River.
Ganadores
| Premio                      | Ganador                              |
| --------------------------- | ------------------------------------ |
| Mejor largometraje          | Of Good Report (Sudáfrica)           |
| Mejor película nigeriana    | The Meeting de Mildred Okwo          |
| Mejor director              | Roberta Durrant por Felix            |
| Mejor guion                 | iNumber Number                       |
| Mejor actor                 | Desmond Elliot (Lies Men Tell)       |
| Mejor actriz                | Uche Jombo (Lies Men Tell)           |
| Mención especial del jurado | Rita Dominic y Omoni Oboli           |
| Mejor película estudiantil  | Sodiq de Adeyemi Michael             |
| Mejor cortometraje          | Adamt de Zalem Worldmariam (Etiopía) |
| Mención especial del jurado | Beleh de Eka Christa Assam (Camerún) |
| Mención especial            | Africa Shafted                       |
| Mejor documental            | The Virgin, the Copts and Me         |
| Premio especial del jurado  | Virgin Margarida de Licinio Azevedo  |

### 2014
La edición de 2014 del festival se celebró nuevamente en el Estado de Cross River, entre el 9 y el 16 de noviembre.
Ganadores
| Premio                     | Ganador                                     |
| -------------------------- | ------------------------------------------- |
| Mejor largometraje         | October 1 (Kunle Afolayan) - Nigeria        |
| Mejor película nigeriana   | Ojuju (C.J. Obasi) - Nigeria                |
| Mejor director             | Andrew Dosunmu (Mother of George) - Nigeria |
| Mejor guion                | October 1 (Tunde Babalola) - Nigeria        |
| Mejor actor                | Sadiq Daba (October 1) - Nigeria            |
| Mejor actriz               | Thishiwe Ziqubu (Hard to Get) - Sudáfrica   |
| Mejor cortometraje         | Stiff (Samantha Nell)                       |
| Mejor documental           | The Supreme Price (Joana Lipper)            |
| Mejor película estudiantil | Aissa’s Story (Iquo Essien)                 |
| Premio de la audiencia     | Gone Too Far! (Destiny Ekaragha)            |
| Premio del jurado          | Om Amira (Naji Ismail)                      |

### 2015
Ganadores
| Premio                            | Ganador                         |
| --------------------------------- | ------------------------------- |
| Premio del jurado                 | Hex de Clarence Peters          |
| Mejor película estudiantil        | Joy de Solomon Onita            |
| Mejor animación                   | Legacy of Rubies de Ebele Okoye |
| Mejor cortometraje del continente | Alma de Christa Eka Amaka       |
| Premio de la audiencia            | Silent Tears de Ishaya Bako     |
| Mejor actor                       | Charlie Vundla                  |
| Mejor actriz                      | Fulu Mugovhani (Ayanda)         |
| Mejor guion                       | The Price of Love               |
| Mejor documental                  | Eighteam                        |
| Mejor película nigeriana          | Reflections (Desmond Elliot)    |
| Mejor director                    | Raja Amari                      |
| Mejor largometraje                | Fevers by Hicham Ayouch         |

### 2016
La edición 2016 se llevó a cabo el 19 de noviembre de 2016 en Lagos.
Ganadores
| Premio                      | Ganador                                                     |
| --------------------------- | ----------------------------------------------------------- |
| Premio especial del jurado  | Vaya de Akin Omotoso                                        |
| Mejor cortometraje          | Lodgers de Keni Ogunlola                                    |
| Premio de la audiencia      | Slow Country                                                |
| Mejor actor                 | Ramsey Nouah ('76)                                          |
| Mejor actriz                | Bimbo Akintola (93 Days)                                    |
| Mejor guion                 | '76 de Emmanuel Okomanyi                                    |
| Mejor documental            | Nowhere to Run de Dan McCain                                |
| Mejor película nigeriana    | Green White Green de Abba Makama                            |
| Mejor director              | Izu Ojukwu ('76)                                            |
| Mejor largometraje          | '76 de Izu Ojukwu                                           |
| Mención especial del jurado | Somkele Idhalama (93 Days) Ifeanyi Dike (Green White Green) |

### 2017
Ganadores
| Premio                      | Ganador                                             |
| --------------------------- | --------------------------------------------------- |
| Mejor actor                 | Ibrahim Koma, Wulu (Malí)                           |
| Mejor actriz                | Lydia Forson, Keteke (Ghana)                        |
| Mención especial del jurado | Alter Ego de Moses Inwang (Nigeria)                 |
| Mejor película nigeriana    | Hakkunde de Oluseyi Amuwa (Nigeria)                 |
| Mejor guion                 | Dauda Coulibali, Wulu (Malí)                        |
| Mejor director              | Alain Gomis, Felicité (Senegal)                     |
| Premio de la audiencia      | The Lost Café de Kenneth Gyang (Nigeria)            |
| Mejor película estudiantil  | The Fall (Sudáfrica)                                |
| Mejor cortometraje          | 1745 de Gordon Napier (Reino Unido)                 |
| Mejor animación             | Huse Met Lang Ore (Sudáfrica)                       |
| Mejor documental            | We Have Never Been Kids de Mahmood Soliman (Egipto) |
| Mejor largometraje          | I Am Not a Witch de Rungano Nyoni (Zambia)          |
| Mejor película en francés   | Wulu (Malí)                                         |

### 2018
Esta edición del festival se celebró entre el 11 y el 17 de noviembre de 2018 en Lagos.
Ganadores
| Premio                           | Ganador                                                      |
| -------------------------------- | ------------------------------------------------------------ |
| Mejor largometraje               | Azali (Ghana)                                                |
| Premio especial del jurado       | Not in My Neighbourhood (Sudáfrica)                          |
| Mejor director                   | Jahmil X.T. Qubeka, Sew the Winter to My Skin (Sudáfrica)    |
| Mejor guion                      | Azali (Ghana)                                                |
| Mejor cortometraje               | Coat of Harms (Nigeria)                                      |
| Mejor animación                  | A Kalabanda ate my homework (Uganda)                         |
| Mejor película estudiantil       | Imfura (Ruanda)                                              |
| Mención especial en documentales | Cantadoras, memorias de vida y muerte en Colombia (Colombia) |
| Mejor documental                 | Ramothopo the Centenarian (Sudáfrica)                        |
| Mejor actor                      | Ezra Mabengeza, Sew the Winter to My Skin (Sudáfrica)        |
| Mejor actriz                     | Asana Alhassan, Azali (Ghana)                                |
| Premio de la audiencia           | Kasala! (Nigeria)                                            |